# Дима Билан
Дима Николајевич Билан (рус. Дима Никола́евич Била́н; Карачајево-Черкезија, 24. децембар 1981), рођен као Виктор Николајевич Белан (рус. Ви́ктор Никола́евич Бела́н), руски је поп музичар. Дима је представљао Русију на Песми Евровизије 2006. са песмом „Never Let You Go“ и освојио је друго место, док је на Песми Евровизије 2008. победио са композицијом „Believe“.

## Детињство
Витја Билан се родио 24. децембра 1981. у болници у Уст-Џегуту, тачно у поноћ, од оца Николаја Михајловича Белана, механичара и пројектанта, и мајке Нине Димитријевне Белан (радила у пластеницима, а затим у социјалној области). Дима такође има и две сестре; старија Елена је модни дизајнер, а млађа Ана је рођена 1994. Годину дана касније, породица се сели у Набережније Челни, а након више од 5 година у Мајски, где се Витја школовао. У петом разреду, похађао је музичку школу, где је свирао хармонику. Учествовао је на разним музичким такмичењина и фестивалима. Победио је на такмичењу Млади гласови Кавказа. 1999. године, учествовао је на московском фестивалу Чунга-Чанга, посвећеном дечјем стваралаштву. Име Дима, певач није случајнпо себи наденуо; деда, кога је много волео, звао се Димитрије. Од детињства, певач је изјављивао како би волео да га зову Дима..

## Каријера
Године 2000, на каналу МТВ Русија, приказан је први музички видео Диме Билана. Спот за песму Осень сниман је на обалама Финског залива. Сматра се једном од његових првих студијских песама. У току студија, Дима упознаје свог будућег продуцента Јурија Ајзеншписа, који је одмах у њему препознао таленат, те почео радити с њим.. 2002. Дима је учествовао на фестивалу Новая волна са песмом Бум. Тамо је зазузео четврто место. Након такмичења је снимио и спот за ову нумеру, а убрзо и за песме Я ночной хулиган, Ты, только ты и Я ошибся, я попал. У октобру 2003, издаје деби албум Я ночной хулиган. 2004, излази његово поновно издање, овога пута са 19 песама-15 песама је са оригиналног албума и још 4 нове(Бессердечная, В последний раз, Остановите музыку, Тёмная ночь). Други студијски албум, под називом На берегу неба, објављује исте године. Након тога започиње рад на албуму на енглеском језику. 2005, Дима је учествовао на националној селекцији за руског представника на Песми Евровизије 2005. са песмом Not That Simple, где је завршио други. Исте године, објављује поновно издање свог другог албума На берегу неба, који је обухватао енглеске верзије песама Как хотел я, На берегу неба и Ты должна рядом быть. Крајем 2005, издаје сингл Новый год с новой строчки и енглеску верзију хита На берегу неба под називом Between the Sky and Heaven.
Након смрти Билановог продуцента Јурија Ајзеншписа, 20. септембра 2005, Билан раскида уговор са његовом компанијом, на чијем челу се, после његове смрти, налазила његова супруга Елена. Након тога, она је затражила да певач промени свој псеудоним Дима Билан, али након што потписује уговор са новом компанијом, 2008. године, он псеудоним преузима као званичан.
У децембру 2005, Дима осваја две награде Златни грамофон за песму Ты должна рядом быть, у Санкт Петербургу и Алма Ати. У оквиру пројекта Нове песме о главном певач добија награду Првог канала од стручног жирија. Дима постаје Певач године по избору великог броја гласача. Исте године, снима спот за лирску песму Я тебя помню у Ботаничкој башти. Наредне 2006. године, представљао је Русију на Песми Евровизије у Атини, са песмом Never Let You Go, где осваја друго место. У септембру исте године, по други пут заредом осваја награду Уметник године, а у новембру, награду за Најбољег руског извођача, када је наступио на додели ВМА награда, у Лондону, заједно са Мајклом Џексоном, Бијонсе, Ријаном, Нели Фуртадо и Бобом Синклером. У фебруару 2007, Дима започиње рад на свом првом интернационалном албуму на енглексом језику снимајући на локацијама Лос Анђелеса, Мајамија и Филаделфије. Један од синглова снимљен је у дуету са Нели Фуртадо. Године 2008. издаје три албума на руском, енглеском и шпанском језику, на којем се налази дует са Нели Фуртадо и шпанска верзија његовог интернационалног хита Number One Fan. 2008. године, представљао је Русију на Песми Евровизије у Београду са песмом Believe. На сцени с њим су такође били и мађарски виолониста Едвин Мартон и руски олимпијски шампион у уметничком клизању, Јевгениј Пљушченко. Победио је, освојивши 272. поена (од тога 7 дванаестица), тако омогућивши Москви да буде домаћин наредне Песме Евровизије. На Песми Евровизије 2009. наступио је у финалу, извевши прошлогодишњу победничку песму, да би на крају вечери уручио победнички пехар норвешком представнику Александру Рибаку.
Године 2010, Билан издаје демо верзију песме White Nights, која је најављена као нумера којом ће се представити на Песми Евровизије 2010., али се он ипак није појавио на такмичењу, изјавивши да је прерано наступити само 2 године након задњег појављивања. На лето 2010, стартовао је у краткометражном филму Театр Абсурда (базиран на Билановој песми Он хотел), у којем износи своје мишљење о моралним вредностима становника руске престонице, као и цитате из Књиге проповедникова, али и белешке из дневника Џима Морисона. Филм је објављен на Интернету крајем 2010.
Године 2012, заједно са Јулијом Волковом, наступио је на националној селекцији за представника Русије на Песми Евровизије у Бакуу са песмом Back To Her Future, где су се пласирали други, иза Бурановских бабушки. Наредне 2013, наступио је на Еуросонг 2013-МАД ТВ шоуу (грчкој селекцији за Песму Евровизије), заједно са евровизијским победницима Русланом, Маријом Шерифовић, Еленом Папаризу и Вики Леандрос.
Од 2012-2014. и 2016. године био је члан жирија Голос, а од 2014, члан је жирија Голос. Дети.

## Награде и признања
- 2006- Поштован уметник Кабардино-Балкарија
- 2007- Поштован уметник Чеченије
- 2007- Поштован уметник Ингушетија
- 2008- Народни уметник Кабардино-Балкарија

MTV Russia Music Awards
- 2005- Најбољи уметник
- 2005- Најбољи извођач
- 2006- Најбољи уметник
- 2006- Најбоља песма (Never Let You Go)
- 2007- Најбољи уметник
- 2007- Најбољи извођач
- 2007- Најбоља песма (Невозможное возможно)
- 2008- Најбољи певач
- 2008- Најбољи поп-пројекат
- 2008- Најбољи музички спот (Number One Fan)

MTV Europe Music Awards
- 2005- Најбоља руска изведба
- 2006- Најбоља руска изведба
- 2007- Најбоља руска изведба
- 2008- Најбоља руска изведба
- 2009- Најбоља руска изведба
- 2010- Најбоља руска изведба
- 2012- Најбоља руска изведба
- 2012- Најбоља европска изведба

Награда Муз-ТВ
- 2007- Најбољи извођач
- 2007- Најбољи албум (Время-река)
- 2007- Најбоља песма (Так устроен этот мир/Never Let You Go)
- 2008- Најбољи извођач
- 2008- Најбоља мелодија (Невозможное возможно)
- 2009- Најбоља песма (Believe)
- 2009- Најбољи музички спот (Believe)
- 2010- Најбољи извођач
- 2011- Најбољи извођач
- 2012- Најбољи извођач
- 2013- Најбољи извошач
- 2014- Најбољи извођач
- 2015- Најбоља песма на страном језику (Wally)
- 2015- Најбољи концертни шоу (33)
- 2016- Најбоља песма (Не молчи)
- 2016- Најбољи музички спот (Не молчи)

Награда РУ.ТВ
- 2011- Најбољи музички спот (Я просто люблю тебя)
- 2012- Најбољи певач
- 2014- Најбоља песма (Малыш)

Награда MusicBox
- 2014- Најбоља певач

Прва руска национална музичка награда
- 2015- Најбољи електронски-пројекат (Alien24)
- 2015- Најбољи концертни шоу (33)

Златни грамофон
- 2005- Статуета Златни грамофон (На берегу неба)
- 2006- Статуета Златни грамофон (Так устроен этот мир)
- 2007- Статуета Златни грамофон (Невозможное возможно)
- 2008- Статуета Златни грамофон (Всё в твоих руках)
- 2011- Статуета Златни грамофон (Я просто люблю тебя)
- 2013- Статуета Златни грамофон (Лови мои цветные сны)
- 2014- Статуета Златни грамофон (Малыш)

Награда Звучна трака
- 2003- Најсекси уметник
- 2004- Певач године
- 2007- Солиста године и албум године (Время-река)
- 2008- Солиста године
- 2009- Певач године и албум године (Believe)
- 2012- Уметник године и албум године (Мечтатель)
- 2013- Певач године и дует године (са Јулијом Волковом)
- Магазин Гламур га је прогласио Мушкарцем године 2006. и 2009. године

World Music Awards
- 2006- Најбоље продаван руски уметник

## Филмографија
- 2005- Ночь в стиле Disco- камео улога
- 2007- Звёздные каникулы- Фортиано
- 2007- Королевство кривых зеркал- Гурд
- 2009- Золотой ключик- гостујући певач
- 2011- Театр абсурда- продуцент, глумац и извођач нумере за филм
- 2016- Герой- Андреј Куликов / Андреј Долматов
- 2017- Гардемарины IV- Гардемарињ IV- капетан Ломбардије

## Синхронизација
- 2013- Залеђено краљевство- Ханс (озвучење)
- 2016- Тролови- Цветан (озвучење)

## Албуми
- 2003. —
- 2004. —
- 2006. —
- 2008. —
- 2009. —
- 2011. —
- 2013. —
- 2015. —